# Летницкое сельское поселение
Летницкое се́льское поселе́ние — муниципальное образование в Песчанокопском районе Ростовской области Российской Федерации.
Административный центр — село Летник.

## Состав сельского поселения
| № | Населённый пункт | Тип населённого пункта       | Население |
| - | ---------------- | ---------------------------- | --------- |
| 1 | Летник           | село, административный центр | ↘2415     |

## Население
| 2010  | 2012  | 2013  | 2014  | 2015  | 2016  | 2017  |
| ----- | ----- | ----- | ----- | ----- | ----- | ----- |
| 3060  | ↘2988 | ↘2910 | ↘2837 | ↘2762 | ↘2714 | ↘2665 |
| 2018  | 2019  | 2020  | 2021  |       |       |       |
| ↘2586 | ↘2521 | ↘2455 | ↘2415 |       |       |       |